# Razāb
Razāb (persiska: رزاب) är en ort i Iran.   Den ligger i provinsen Kurdistan, i den nordvästra delen av landet, 500 km väster om huvudstaden Teheran. Razāb ligger 1 236 meter över havet och antalet invånare är 755.
Terrängen runt Razāb är bergig åt nordväst, men åt sydost är den kuperad. Razāb ligger nere i en dal. Runt Razāb är det ganska tätbefolkat, med 60 invånare per kvadratkilometer. Närmaste större samhälle är Sarvābād, 6,8 km nordväst om Razāb. Trakten runt Razāb består till största delen av jordbruksmark.